# Östergötlands runinskrifter 148
Östergötlands runinskrifter 148, Ög 148, är en vikingatida runsten i Furingstads socken i Norrköpings kommun. Stenen är en av fem runstenar som står resta utanför Furingstads kyrka. Den har tidigare suttit insatt i västra tornfotens stenfot. Runstenen är 1,42 meter hög och av ljusgrå granit. Runorna står i en slinga som är omkring 9–11 cm bred. Slingans ändars utformning placerar ristningen i stilgrupperingen RAK, vilket tyder på att den är gjord under tidigt 1000-tal.

## Translitterering
I translittererad form lyder stenens inskrift:
: hlga : resti : stein : þasi : ftiR : asmut : sun : sin :

## Översättning
I översättning till våra dagars svenska lyder inskriften på stenen:
"Helga reste denna sten efter Asmund, sin son."